# Вецсалаца
Ве́цсалаца (латыш. Vecsalaca) — населённый пункт в Лимбажском крае Латвии. Входит в состав Салацгривской волости. Находится на правом берегу реки Салаца. Расстояние до города Салацгрива составляет около 3 км, до города Лимбажи — около 50 км.
По данным на 2017 год, в населённом пункте проживало 196 человек.

## История
Впервые упоминается в 1638 году. Ранее здесь размещалось поместье Вецсалаца (Альт-Салис). Здание усадьбы и парк ныне являются объектами культурного наследия.
В советское время населённый пункт был центром Салацского сельсовета Лимбажского района.